# Proceso Hall-Héroult

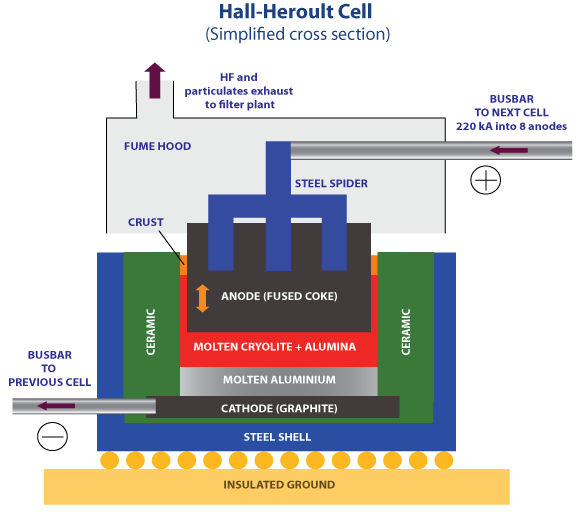
Esquema del proceso Hall-Heroult

El proceso Hall-Heroult es el principal proceso de obtención de aluminio. 
En este proceso la alúmina (Al2O3) es disuelta dentro de una cuba electrolítica revestida interiormente de carbón en un baño electrolítico con criolita (Na3AlF6) fundida. La cuba actúa como cátodo, mientras para los anódos se suelen utilizar unos electrodos de grafito de Soldberg. La reacción química total es la siguiente:
2Al2O3 + 3 C → 4 Al + 3 CO2
La alúmina se descompone en aluminio y oxígeno molecular. Como el aluminio líquido es más denso que la criolita se deposita en el fondo de la cuba, de forma que queda protegido de la oxidación a altas temperaturas. El oxígeno se deposita sobre los electrodos de carbón, quemándose y produciendo el CO2.
Los parámetros del proceso son los siguientes:
- Tensión: 5-6 V.
- Densidad de corriente: 1,5-3 A/cm², lo que supone una corriente de 150 000 amperios.
- Los electrodos han de estar siempre a la misma altura, por lo que hay que regularlos ya que se van descomponiendo durante la reacción.
- Hay que controlar que la proporción de alumina sea constante durante el proceso, por lo que habrá que ir vertiendo más según avance el proceso.

Este proceso fue descubierto independientemente en 1886 por el estadounidense Charles Martin Hall  y el francés Paul Héroult. Resulta curioso que ambos científicos naciesen y muriesen en los mismos años y que patentaran su descubrimiento con tan poca diferencia de tiempo sin conocerse.
Este proceso se usa en todo el mundo y es el único utilizado actualmente por la industria para producir aluminio.